# Ugra (Smolenska oblast, Rusija)
Ugra (ruski: Угра́) — je naselje gradskog tipa, upravno središte Ugranskog rajona Smolenske oblasti u Rusiji. 

## Zemljopisni položaj
Gradić se nalazi na obali rijeke Ugre, 240 km istočno od Smolenska.

## Povijest
Status naselja gradskog tipa ima od 1966.

## Promet
Željeznička je postaja na prometnici Vjazma - Brjansk. 

## Gospodarstvo
U Ugri se nalazi tvornice koje se bave drvopreradom, zatim sirane i poduzeće šumsko-drvnog gospodarstva (lespromhoz).

## Stanovništvo
U Ugri živi 4,7 tisuća stanovnika (procjena 2005.).

## Poznati stanovnici
U zaselku (rus. деревна) Glotovku, u blizini ovog gradića, rodio se 1900. godine Mihail Vasiljevič Isakovskij, ruski sovjetski pjesnik .